# Carlens Arcus
Carlens Arcus (Port-au-Prince, 28 de junho de 1996) é um futebolista profissional haitiano que atua como lateral-direito.

## Carreira
Carlens Arcus começou a carreira no RC Haitien.